# Roulade Sévigné
La roulade Sévigné est une spécialité gastronomique de la ville de Vitré, Ille-et-Vilaine, en Haute-Bretagne. Cette spécialité est nommée en hommage à Madame de Sévigné, ayant résidé dans un château à côté de la ville. 
Elle est principalement composée d'une pintade fermière désossée pour effectuer la roulade. La farce est faite de champignons de Paris, de cerneaux de noix, de pommes reinette.